# Муниципальный музей Сен-Дизье
Муниципальный музей Сен-Дизье (фр. Musée municipal de Saint-Dizier) — краеведческий музей в городе Сен-Дизье региона Гранд-Эст (Франция).

## История
Во второй половине XIX века, после усилий Жюля-Феликса Полена, городской совет 4 ноября 1869 года принял идею концепции музея. 24 января 1870 года в мэрии была представлена первая витрина с несколькими музейными экспонатами. Война 1870 года прервала проект музея на десять лет, и предметы были возвращены донорам. В 1881 году музей вновь появился в ратуше. Он стал собственностью города Сен-Дизье в 1884 году. В феврале 1884 года куратором музея был назначен Луи Удар-Казальта, который служил до своей отставки в 1909 году. Объекты были выставлены в большом зале ратуши. Вторая мировая война привела к потере части коллекций. В 1950 году музей вновь открылся в части мэрии. С 1950 по 1975 годы куратором музея был Владимир Щепинский. 19 июня 1964 года музей переехал в бывшее здание почты. В 2007—2013 годы музей находился на реконструкции, во время которой была проведена выставка «Наши предки варвары, путешествуйте вокруг трёх могил франкских вождей», которая получила Национальный ярлык и которая была представлена в центре Камиля-Клоделя. Эта выставка имела большой успех, собрала более 35 тыс. посетителей и была также организована другими музеями.
Музей расположен в центре города, рядом с мэрией Сен-Дизье по адресу: рю-де-ля-Виктуар, 17. Временные выставки экспонируются в 4 залах на первом этаже здания.

## Коллекция
- В музее Сен-Дизье собраны предметы, найденные при раскопках места Тюильри с реконструкцией трёх захоронений: молодого человека, молодой женщины и пожилого человека.
- Орнитологическая комната располагает коллекцией французского натуралиста и орнитолога Жана-Франсуа Лескуйера с витринами в стиле ар-деко и доколумбовой мумией, привезенной из Колумбии бароном де Дитрихом в 1892 году.
- Один зал посвящён художественным произведениям из литейных цехов Сен-Дизье и, в частности, из Валь д'Осне и Варенна, производивших скульптуры Матюрена Моро, Исидора Бонёра и Эктора Гимара.

## Галерея

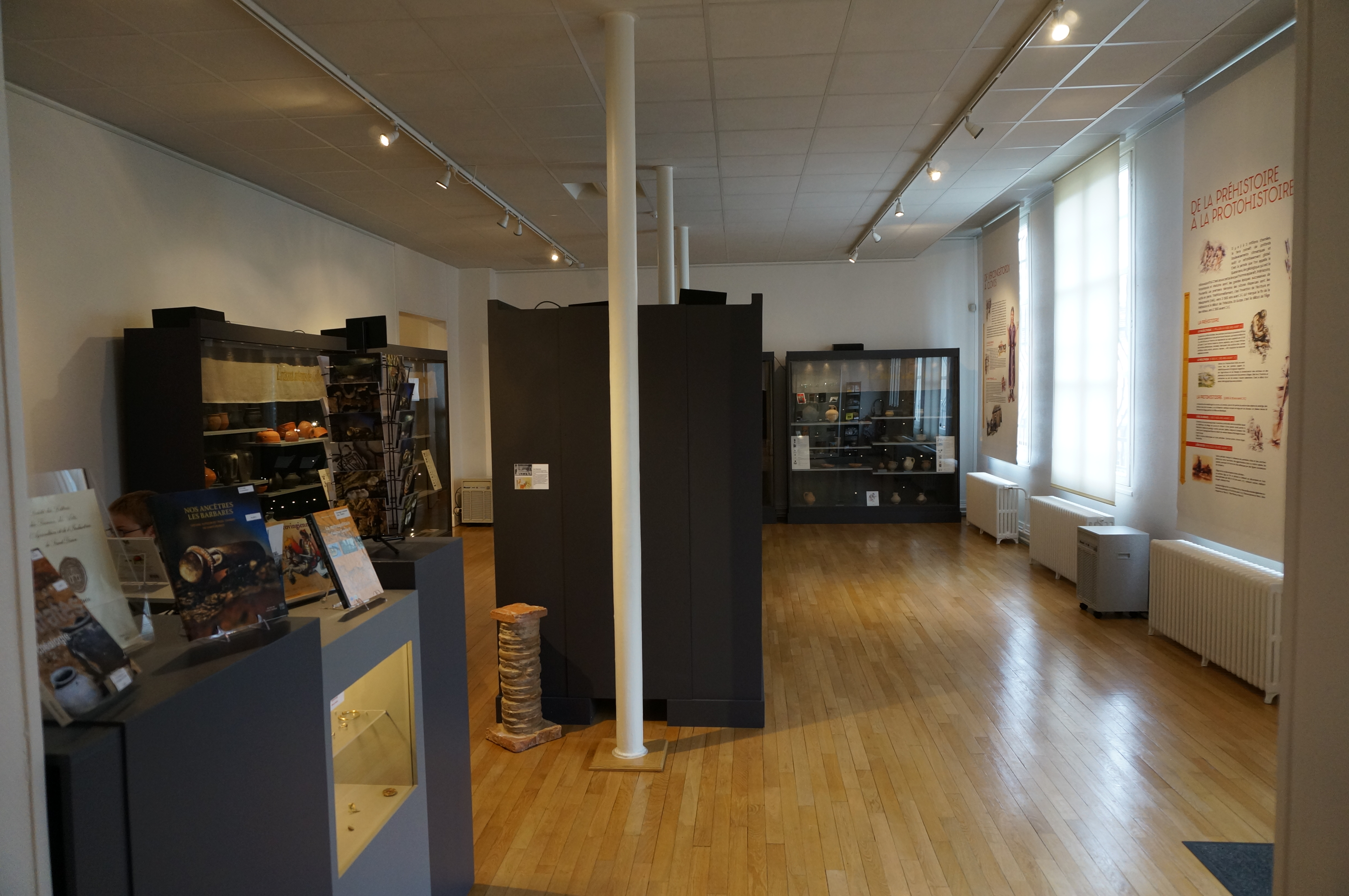
Археологический зал
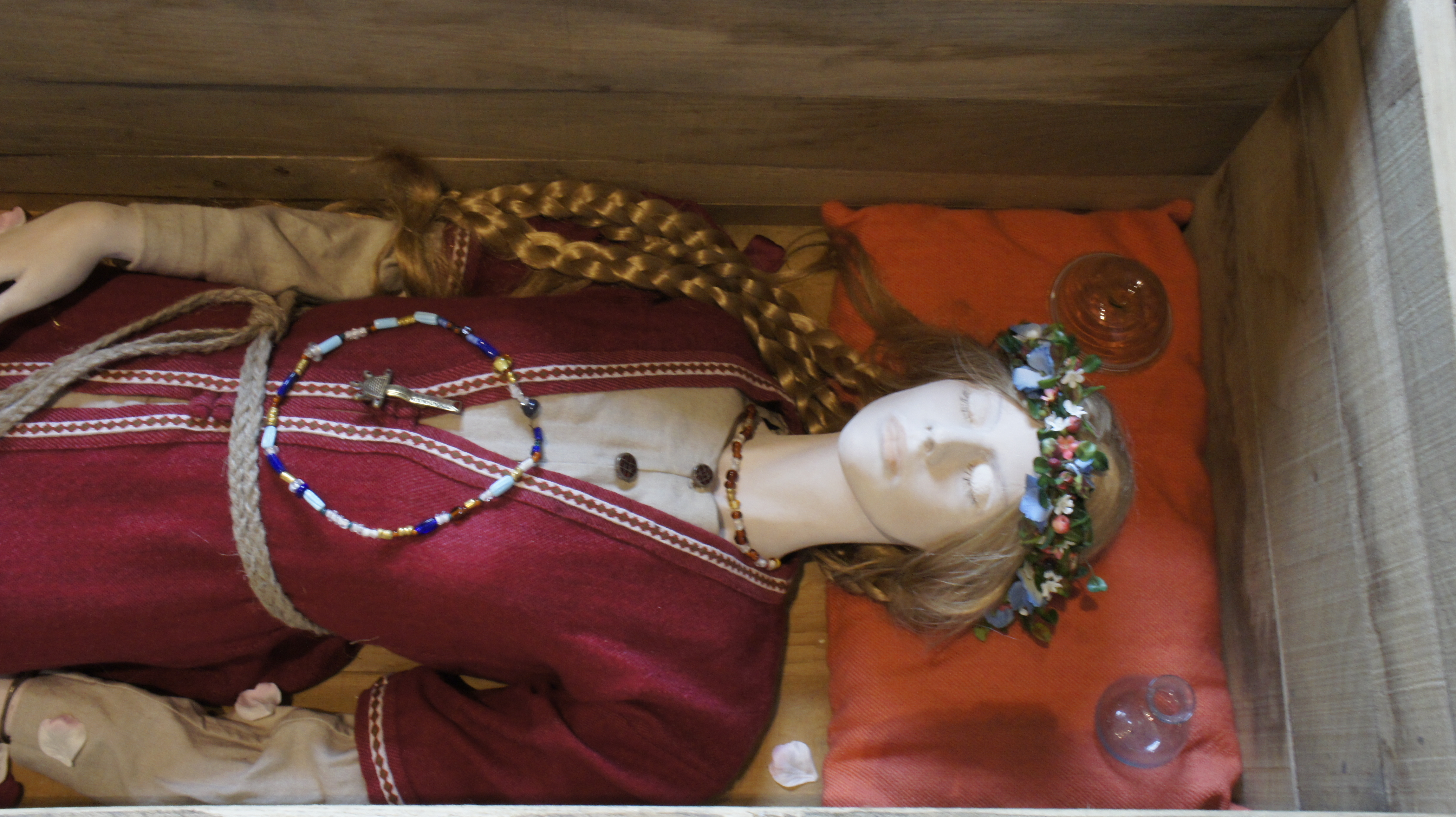
Реконструкция захоронения молодой женщины
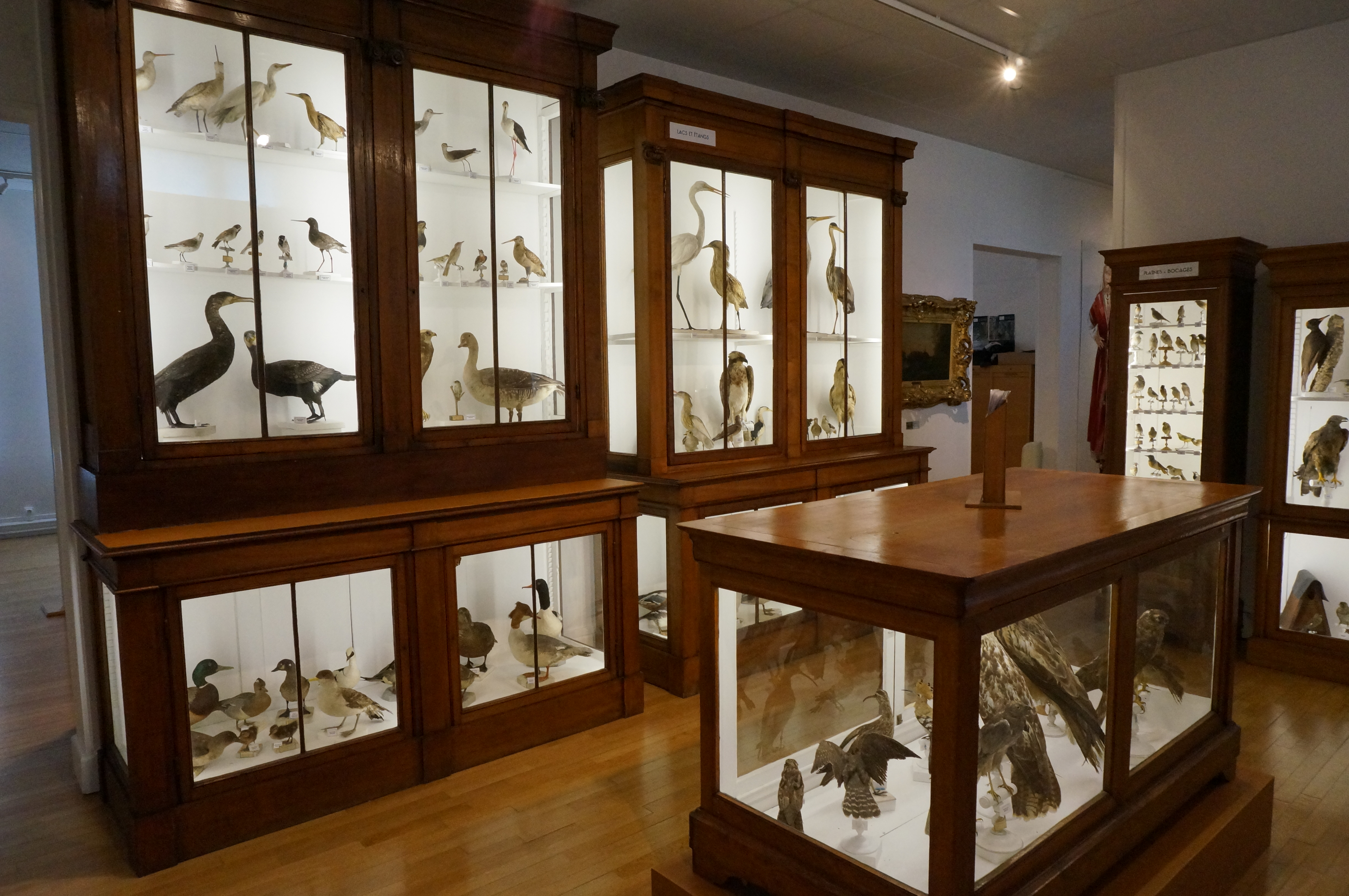
Орнитологическая комната
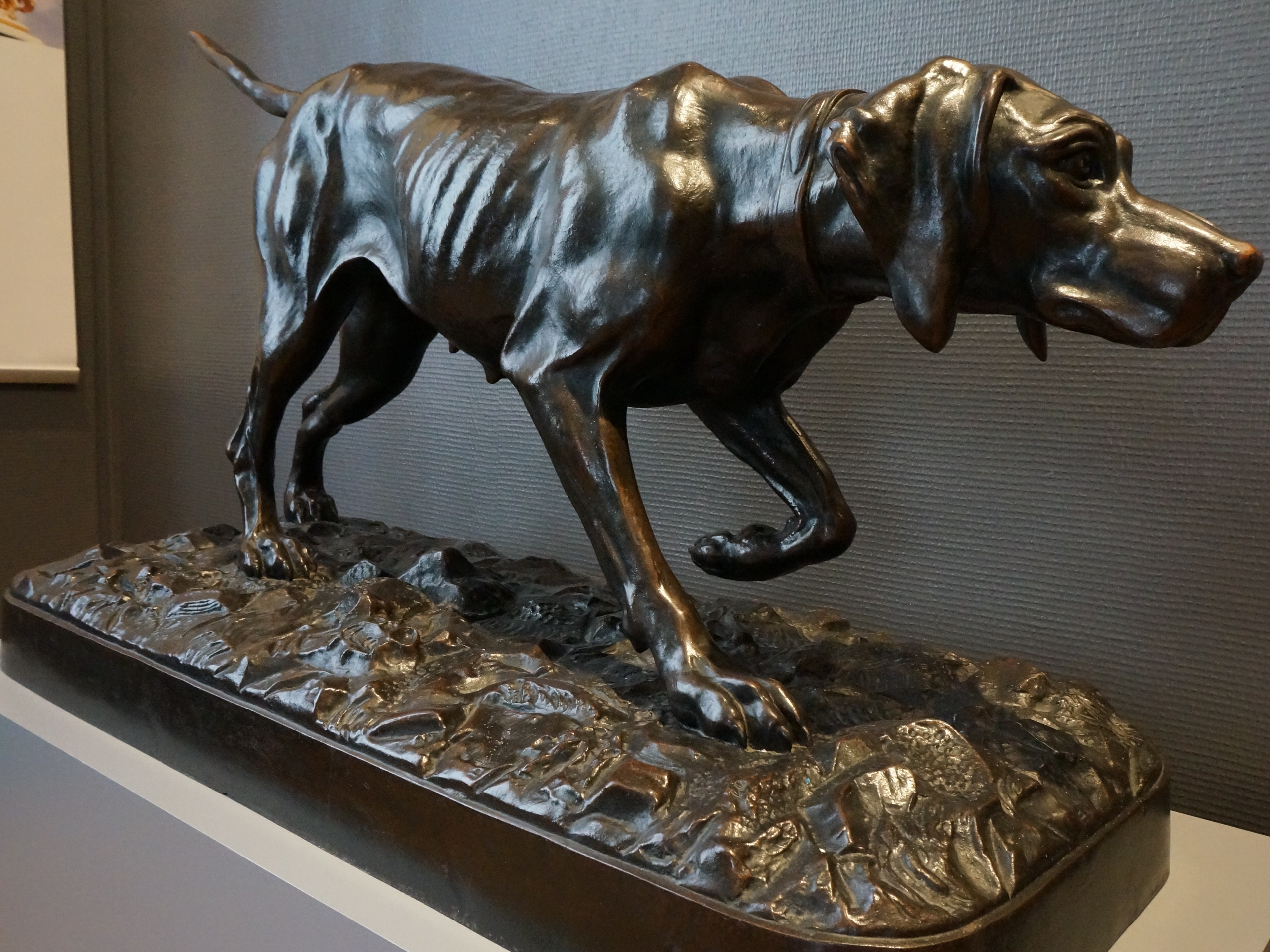
Собака (Исидор Бонёра)
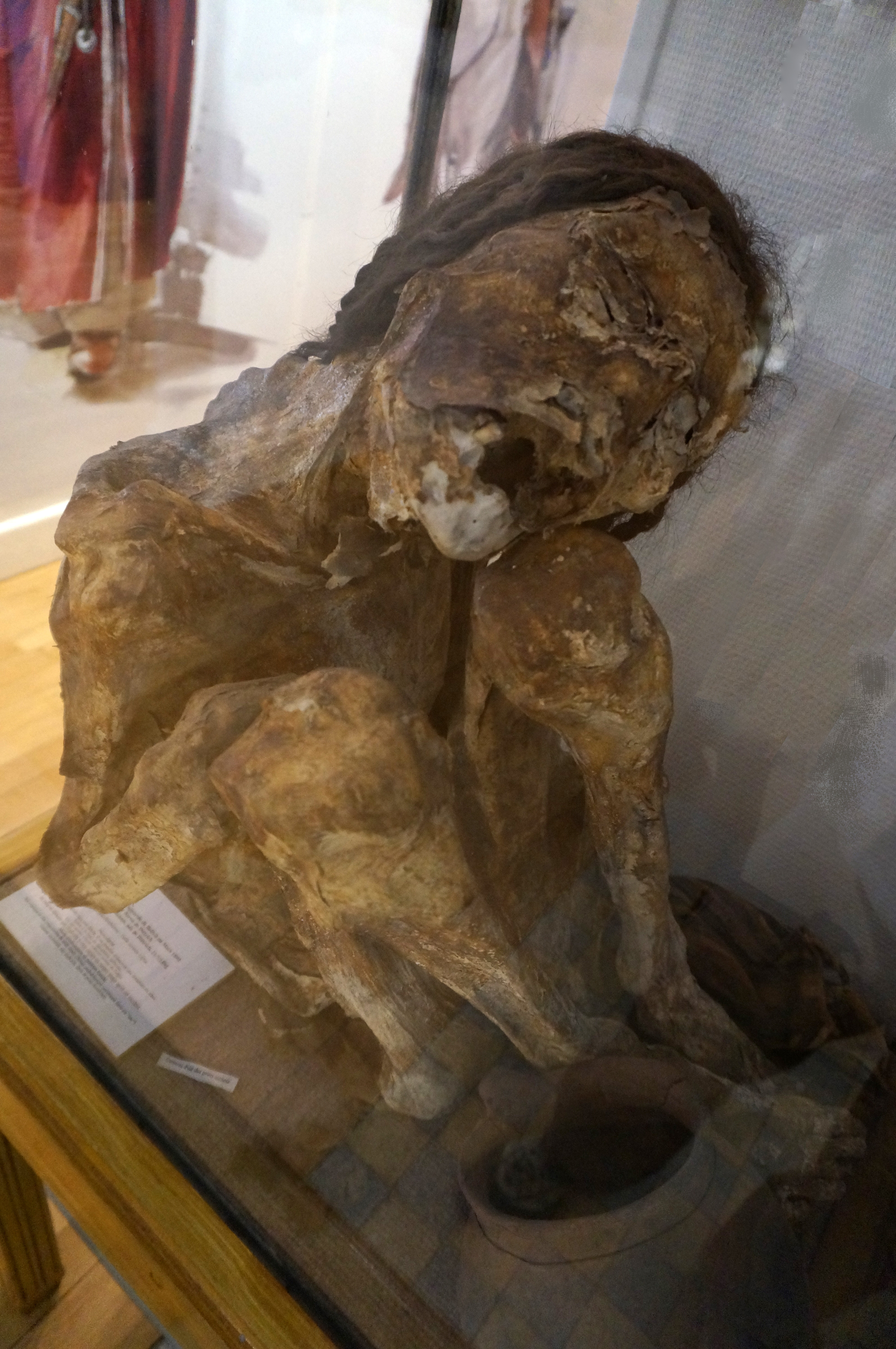
Мумия (Доколумбова Америка)